# Stoperce
Stoperce – wieś w Słowenii, w gminie Majšperk. W 2018 roku liczyła 197 mieszkańców.